# 10 лет Питерскому рок-клубу
«10 лет Питерскому рок-клубу» — рок-сборник, составленный на основе фонограммы VIII фестиваля Ленинградского рок-клуба, урезанное переиздание сборника «Однажды в Рок-клубе», вышедшего в 1991 году к 10-летию Ленинградского рок-клуба и издавашегося на 4-х грампластинках. На диске представлены различные питерские группы, входившие когда-либо в Рок-клуб: каждая группа — одной песней, записанной в живую.

## Видеоверсия
Усилиями «Проекта „МЫ“» под своими авторскими правами выразило желание использовать звуковые дорожки в синхронизации с видео-(теле-, кино-)рядом в сборнике «10 лет Питерскому рок-клубу». Как объясняют представители «Проекта» общее время звучания сборника 70 минут позволяет смонтировать документальный фильм. Основное пожелание к будущей авторской идее — возможность сделать видеозапись наименьшими средствами.

## Подробно о песнях
- «Трилистник» с композицией «Ты упал, я не верил» сыграна в составе: Дюша — вокал, акустическая гитара; Фан — бас; Сергей Щураков — аккордеон; Юрий Николаев — перкуссия; Пётр Трощенков — ударные).
- Своеобразная группа «Турецкий чай» с композицией «Пожизненный блюз» в составе: Александр Ляпин — вокал, гитара; Александр Титов — бас-гитара, автор песни; Всеволод Гаккель; Михаил (Фан) Васильев — перкуссия; Юрий Николаев — ударные.
- Трек «Я — змея» группы «Аквариум» на данном сборнике исполнен в следующем составе: Борис Гребенщиков — вокал, гитара; Андрей «Дюша» Романов — гитара; Александр Ляпин — гитара; Александр Титов — бас-гитара; Сергей Березовой — бас-гитара; Всеволод Гаккель — виолончель; Андрей «Рюша» Решетин — скрипка; Сергей Щураков — аккордеон; Михаил «Фан» Васильев — перкуссия; Петр Трощенков — ударные.

## Список композиций
1. Алиса — Все это рок-н-ролл (4:51)
2. Турецкий чай — Пожизненный блюз (7:45)
3. НЭП — Сумасшедшая (3:40)
4. Народное ополчение — Резидент (1:36)
5. ДДТ — В это великое время (4:17)
6. Объект насмешек — Шашечка (3:36)
7. Игры — Ничего родного (2:45)
8. Петля Нестерова — Соблазн (4:43)
9. Колибри — Манера поведения (2:49)
10. Корпус 2 — Слепой дождь (5:49)
11. НОМ — Samba Hopkins (4:05)
12. АВИА — Голова как мозоль (4:37)
13. АукцЫон — Осколки (4:18)
14. Тамбурин — Когда ласковый ветер… (2:01)
15. Трилистник — Ты упал, я не верил (5:05)
16. А.Машнин — Инвалид (2:18)
17. Два самолёта — Мамуля (3:50)
18. Аквариум — Я — змея (4:49)